# Варч (гміна Тромбкі-Вельке)
Варч (пол. Warcz, нім. Wartsch) — село в Польщі, у гміні Тромбки-Великі Ґданського повіту Поморського воєводства.
Населення — 991 особа (2011).
У 1975-1998 роках село належало до Гданського воєводства.

## Демографія
Демографічна структура станом на 31 березня 2011 року:
|          | Загалом | Допрацездатний вік | Працездатний вік | Постпрацездатний вік |
| -------- | ------- | ------------------ | ---------------- | -------------------- |
| Чоловіки | 460     | 113                | 323              | 24                   |
| Жінки    | 531     | 109                | 308              | 114                  |
| Разом    | 991     | 222                | 631              | 138                  |